# 雷德利克鎮區 (阿肯色州約翰遜縣)
雷德利克鎮區（英語：Red Lick Township）是位於美國阿肯色州約翰遜縣的一個行政鎮區。

## 地方資料
雷德利克鎮區的面積為71.93平方千米，當中陸地面積為70.93平方千米，而水域面積為1.00平方千米。根據2010年美國人口普查的數據，當地共有人口1303人，而人口密度為每平方千米18.11人。